# Cylindromyia pilipes
Cylindromyia pilipes là một loài ruồi trong họ Tachinidae.